# Ochna pumila
Ochna pumila är en tvåhjärtbladig växtart som beskrevs av Buch.-ham. och Dc.. Ochna pumila ingår i släktet Ochna och familjen Ochnaceae. Inga underarter finns listade i Catalogue of Life.